# 김영수 (1957년)
김영수(金英秀, 1957년 ~ )는 대한민국의 의료인이며 로봇공학자이다.
1976년 서울고등학교를 졸업하고, 연세대학교 의과대학 학사졸업(1982년)) 및 동대학에서 박사학위(1995년))를 받았다. 1992년부터 현재까지 한양대학교 의과대학 신경외과 교수로 재직 중이다. 대한의료로봇학회를 설립하여, 2008년부터 2012년까지 이사장을 역임했다. 대한정위기능신경외과학회 회장을 역임(2008년~2009년)했다. 뇌수술로봇을 개발한 공로를 인정받아 2014년 대통령상 표창을 수상하였다. 창의수술기술연구소 소장직(2014년~2019년)을 역임하였다. ㈜고영테크놀러지 사외이사(2016년~2022년)를 역임하였다. 국가 산업원천기술개발사업인 원격로봇 수술을 위한 영상 유도 시스템 기술개발 과제의 총괄 책임(2008년~2013년)하였다. 산업부 R&D사업인 최소침습수술도구 기술과 실시간 의료영상 및 유도기술을 이용한 복강경, 이비인후과 및 신경외과용 수술로봇시스템 기술개발(2011년~2017년) 사업을 총괄하였다. 주요 연구분야는 의료로봇기술로서, 의료용 네비게이션, 뇌정위로봇, 척추수술로봇 등 분야에서 연구업적을 쌓았다. 정위기능신경외과학 분야의 파킨슨병, 난치성 통증 그리고 방사선수술을 전문으로 의료경력을 쌓았다.

## 같이 보기
- 지능형 로봇
- 로봇산업
- 로봇인
- 로봇공학자